# Equació diofàntica
Una equació diofàntica és una equació per a la qual només es permeten solucions enteres. El seu nom fa referència al matemàtic grec Diofant d'Alexandria, un dels primers a estudiar aquest tipus de problemes.
A més del problema de trobar les solucions d'una equació diofàntica particular, no és evident la mateixa existència de les solucions. Existeix un algorisme general per a trobar les solucions d'una equació diofàntica de primer ordre, però no per a ordres superiors. Aquest problema general ha estat sense obtenir una resposta definitiva durant molts segles i David Hilbert l'inclogué com un dels seus famosos 23 problemes. El 1970, Yuri Matiyasevich demostrà finalment que és impossible obtenir una solució general per a una equació diofàntica d'ordre qualsevol.

## Equació diofàntica de primer ordre
És una equació de la forma {\displaystyle \,ax+by=c}, i només té solució si {\displaystyle \,\mathrm {m.c.d.} (a,b)|c} (és a dir, si el màxim comú divisor de {\displaystyle \,a} i {\displaystyle \,b} també divideix {\displaystyle \,c}).

### Resolució general
Les solucions d'aquesta equació són:
{\displaystyle x=rc^{\prime }-tb^{\prime }}
{\displaystyle y=sc^{\prime }+ta^{\prime }}
en què {\displaystyle a^{\prime },b^{\prime },c^{\prime }} representen {\displaystyle \,a/d,b/d,c/d} i és {\displaystyle \,d=\mathrm {m.c.d.} (a,b)}.
{\displaystyle \,r} i {\displaystyle \,s} són les solucions enteres de l'equació {\displaystyle \,1=a'r+b's}.

#### Exemple
A continuació, resoldrem l'equació {\displaystyle \,27x+51y=111}. En primer lloc, s'ha de comprovar que té solució: donat que el màxim comú divisor de 27 i 51 és 3, i 3 divideix 111, podem afirmar que sí que en té. Ara, resolent la identitat de Bézout {\displaystyle \,{\frac {27}{3}}r+{\frac {51}{3}}s=1}, d'on trobem una solució immediata que és {\displaystyle r=2,\;s=-1}. Per tant, la solució general serà:
{\displaystyle x=2\cdot 37-17t}
{\displaystyle y=-1\cdot 37+9t}

## Alguns exemples
- ax + by = c: s'anomena identitat de Bézout. Aquestes equacions es poden resoldre completament i la primera solució coneguda es deu al matemàtic indi Brahmagupta.
- xn + yn = zn: per a n = 2 hi ha infinites solucions (x,y,z), les tripletes pitagòriques. Per a valors superiors de n, l'últim teorema de Fermat n'assegura la inexistència de solucions.
- x² − n y² = 1: anomenada equació de Pell. Si n no és un quadrat perfecte, té infinites solucions que són una bona aproximació racional a l'arrel quadrada de n.
- {\displaystyle \sum _{i=0}^{n}{a_{i}x^{i}y^{n-i}}=c}, on {\displaystyle n\geq 3} i {\displaystyle c\neq 0}: s'anomenen equacions de Thue i, en general, tenen solució.